# Фоссе (Арденны)
Фоссе́ (фр. Fossé) — коммуна во Франции, находится в регионе Шампань — Арденны. Департамент коммуны — Арденны. Входит в состав кантона Бюзанси. Округ коммуны — Вузье.
Код INSEE коммуны — 08176.
Коммуна расположена приблизительно в 210 км к востоку от Парижа, в 75 км северо-восточнее Шалон-ан-Шампани, в 45 км к юго-востоку от Шарлевиль-Мезьера.

## Население
Население коммуны на 2008 год составляло 54 человека.
| 1962 | 1968 | 1975 | 1982 | 1990 | 1999 | 2008 |
| ---- | ---- | ---- | ---- | ---- | ---- | ---- |
| 89   | 109  | 82   | 86   | 83   | 76   | 54   |

## Администрация
| Период | Период | Фамилия      | Партия | Должность |
| ------ | ------ | ------------ | ------ | --------- |
| 2001   | 2008   | Дени Прево   |        |           |
| 2008   |        | Кристиан Юло |        |           |

## Экономика
В 2007 году среди 31 человек в трудоспособном возрасте (15—64 лет) 21 были экономически активными, 10 — неактивными (показатель активности — 67,7 %, в 1999 году было 72,1 %). Из 21 активных работали 19 человек (12 мужчин и 7 женщин), безработными были 2 мужчин. Среди 10 неактивных 3 человека были учениками или студентами, 2 — пенсионерами, 5 были неактивными по другим причинам.

## Достопримечательности
- Церковь Святого Николая[фр.] (XVI век). Исторический памятник с 2011 года.[3]
- Крест на кладбище (XVI век). Исторический памятник с 1907 года.[4]

## Фотогалерея
- Церковь Святого Николая
- Карта коммуны